# Diklosmta
Il Diklosmta (in georgiano დიკლოსმთა?; in russo Диклосмта?; ceceno: Дуьхьалха-Корта) è una catena montuosa nella parte orientale del Gran Caucaso. È il confine naturale tra Cecenia, Daghestan e Georgia.
Le vette più alte del massiccio sono:
- Diklosmta centrale, 4285 m[1]
- Diklosmta orientale, 4275 m
- Diklosmta occidentale

È composto principalmente da scisti e arenarie del Giurassico inferiore.